# 시민로 (성남시)
시민로는 경기도 성남시 중원구 하대원동에서 수정구 신흥1동 예일병원 사거리 까지를 잇는 도로이다.

## 경유지
- 하대원 주공아파트 앞 - 대하초등학교 - 하대원 현대아파트 - 대원공원 - 성호시장 사거리 - 신흥사거리 - 예일병원 사거리